# Вольфенбюттельский кодекс B
Вольфенбюттельский кодекс B (лат. Codex Guelferbytanus B; условное обозначение: Q или 026) — унциальный манускрипт V века на греческом языке, содержащий текст Евангелия от Луки и Евангелия от Иоанна, на 13 пергаментных листах (26,5 x 21,5 см). Палимпсест. 

## Особенности рукописи
Текст на листе расположен в двух колонках по 28 строк.
Текст рукописи отражает византийский стиль, с разночтениями александрийского текста. Рукопись отнесена к V категории Аланда. 
В настоящее время рукопись хранится в Библиотеке герцога Августа (Weissenburg 64) в Вольфенбюттеле.